# چرموشکی (استان آمور)
چرموشکی (به لاتین: Cheremushki) یک منطقهٔ مسکونی در روسیه است که در استان آمور واقع شده‌است.